# Уряд Володимира Гройсмана
Уряд Володимира Гройсмана — 19-й Кабінет Міністрів України, що працював із квітня 2016 до 29 серпня 2019 року у складі коаліції депутатських фракцій Блок Порошенка та Народний фронт у Верховній Раді України VIII скликання.
14 квітня 2016 року Верховна Рада проголосувала за кандидатуру Гройсмана на пост Прем'єр-міністра України. За проголосували 257 народних депутатів. Того ж дня Гройсман запропонував склад Кабінету міністрів, який затвердили 239-ма голосами. Проєкт постанови про призначення Кабінету міністрів України затвердили без кандидатури на посаду міністра охорони здоров'я, оскільки фракція БПП «Солідарність» не дійшла згоди щодо особи міністра.
29 серпня 2019 року уряд Гройсмана склав повноваження, тим самим ставши найбільш «довгоживучим» урядом за всю історію незалежної України після уряду Дениса Шмигаля.
| Депутатська група (фракція)      | За  | Проти | Утрималося | Не голосувало | Відсутні |
| -------------------------------- | --- | ----- | ---------- | ------------- | -------- |
| ▌Блок Петра Порошенка            | 125 | 2     | 4          | 5             | 10       |
| ▌Народний фронт                  | 72  | 0     | 2          | 1             | 6        |
| ▌Опозиційний блок                | 0   | 12    | 0          | 18            | 13       |
| ▌Об'єднання «Самопоміч»          | 0   | 1     | 22         | 0             | 3        |
| ▌Радикальна партія Олега Ляшка   | 0   | 18    | 1          | 1             | 1        |
| ▌Батьківщина                     | 0   | 5     | 4          | 3             | 7        |
| ▌Відродження (депутатська група) | 22  | 0     | 0          | 1             | 0        |
| ▌Воля народу (депутатська група) | 12  | 0     | 0          | 4             | 3        |
| ▌Позафракційні                   | 8   | 10    | 5          | 9             | 10       |
| Загалом (420)                    | 239 | 48    | 38         | 42            | 53       |

## Голова уряду і його заступники
Джерела:
|  | Посада                                                                          | Фото | Очільник                          | Квота | Повноваження     |
|  | ------------------------------------------------------------------------------- | ---- | --------------------------------- | ----- | ---------------- |
|  | Прем'єр-міністр України                                                         |      | Гройсман Володимир Борисович      | БПП   | з 14 квітня 2016 |
|  | Перший віцепрем'єр-міністр України                                              |      | Кубів Степан Іванович             | БПП   | з 14 квітня 2016 |
|  | Віцепрем'єр-міністр України                                                     |      | Розенко Павло Валерійович         | БПП   | з 14 квітня 2016 |
|  | Віцепрем'єр-міністр з питань європейської та євроатлантичної інтеграції України |      | Климпуш-Цинцадзе Іванна Орестівна | БПП   | з 14 квітня 2016 |
|  | Віцепрем'єр-міністр України                                                     |      | Кістіон Володимир Євсевійович     | БПП   | з 14 квітня 2016 |
|  | Віцепрем'єр-міністр України                                                     |      | Кириленко В'ячеслав Анатолійович  | НФ    | з 14 квітня 2016 |
|  | Віцепрем'єр-міністр України                                                     |      | Зубко Геннадій Григорович         | БПП   | з 14 квітня 2016 |

## Міністри
Джерела:
| Блок Порошенка «Солідарність» (БПП) | 11 |
| Народний фронт (НФ)                 | 5  |
| президентська квота                 | 2  |
| безпартійні                         | 1  |

|  | Посада                                                                           | Фото                                  | Очільник                              | Квота      | Повноваження                           |
|  | -------------------------------------------------------------------------------- | ------------------------------------- | ------------------------------------- | ---------- | -------------------------------------- |
|  | Міністр аграрної політики та продовольства                                       |                                       | Кутовий Тарас Вікторович              | БПП        | 14 квітня 2016 — 22 листопада 2018     |
|  | Міністр аграрної політики та продовольства                                       |                                       | Мартинюк Максим Петрович (в. о.)      |            | з 22 листопада 2018 — 6 лютого 2019    |
|  | Міністр аграрної політики та продовольства                                       |                                       | Трофімцева Ольга Василівна (в. о.)    |            | з 6 лютого 2019                        |
|  | Міністр внутрішніх справ                                                         |                                       | Аваков Арсен Борисович                | НФ         | з 14 квітня 2016                       |
|  | Міністр екології та природних ресурсів                                           |                                       | Семерак Остап Михайлович              | НФ         | з 14 квітня 2016                       |
|  | Міністр економічного розвитку і торгівлі                                         |                                       | Кубів Степан Іванович                 | БПП        | з 14 квітня 2016                       |
|  | Міністр енергетики та вугільної промисловості                                    |                                       | Насалик Ігор Степанович               | БПП        | з 14 квітня 2016                       |
|  | Міністр закордонних справ                                                        |                                       | Клімкін Павло Анатолійович            | Президента | з 14 квітня 2016                       |
|  | Міністр інформаційної політики                                                   |                                       | Стець Юрій Ярославович                | БПП        | з 14 квітня 2016                       |
|  | Міністр інфраструктури                                                           |                                       | Омелян Володимир Володимирович        | БПП        | з 14 квітня 2016                       |
|  | Міністр культури                                                                 |                                       | Нищук Євген Миколайович               | БПП        | з 14 квітня 2016                       |
|  | Міністр молоді та спорту                                                         |                                       | Жданов Ігор Олександрович             | НФ         | з 14 квітня 2016                       |
|  | Міністр оборони                                                                  |                                       | Полторак Степан Тимофійович           | Президента | з 14 квітня 2016                       |
|  | Міністр освіти і науки                                                           |                                       | Гриневич Лілія Михайлівна             | НФ         | з 14 квітня 2016                       |
|  | Міністр охорони здоров'я                                                         |                                       | Павленко Олександра Сергіївна (в. о.) |            | 14 — 27 квітня 2016                    |
|  | Міністр охорони здоров'я                                                         | Шафранський Віктор Вікторович (в. о.) | 27 квітня 2016 — 31 липня 2016        |            |                                        |
|  | Міністр охорони здоров'я                                                         | Супрун Уляна Надія (в. о.)            | з 1 серпня 2016                       |            |                                        |
|  | Міністр регіонального розвитку, будівництва та житлово-комунального господарства |                                       | Зубко Геннадій Григорович             | БПП        | з 14 квітня 2016                       |
|  | Міністр соціальної політики                                                      |                                       | Рева Андрій Олексійович               | БПП        | з 14 квітня 2016                       |
|  | Міністр з питань тимчасово окупованих територій та внутрішньо переміщених осіб   |                                       | Черниш Вадим Олегович                 | БПП        | з 14 квітня 2016                       |
|  | Міністр фінансів                                                                 |                                       | Данилюк Олександр Олександрович       | БПП        | 14 квітня 2016 — 7 червня 2018         |
|  | Міністр фінансів                                                                 |                                       | Маркарова Оксана Сергіївна            |            | з 8 червня 2018 (до 22.11.2018 — в.о.) |
|  | Міністр юстиції                                                                  |                                       | Петренко Павло Дмитрович              | НФ         | з 14 квітня 2016                       |
|  | Міністр у справах ветеранів                                                      |                                       | Фріз Ірина Василівна                  | БПП        | з 22 листопада 2018                    |
|  | Міністр Кабінету Міністрів                                                       |                                       | Саєнко Олександр Сергійович           | БПП        | з 14 квітня 2016                       |

## Діяльність уряду
Першим кроком діяльності уряду Гройсмана було встановлення тарифів на газ для населення у розмірі 6,877 грн за 1 м3 (з 1 жовтня 2015 р. до 30 квітня 2016 р. тариф для населення становив 7,188 за 1 м3; для споживачів, що використовували газ для індивідуального опалення діяв пільговий тариф — 3,600 грн за 1 м3 лише на період від 1 жовтня 2015 р. до 31 березня 2016 р. у обсягу споживання до 1200 м3).
У квітні 2016 року уряд практично зрівняв ціну на газ для населення з імпортною. Це було виконанням частини зобов'язань України перед МВФ, які вперше взяв на себе уряд Юлії Тимошенко в 2008 році.
У жовтні 2018 року було прийнято рішення про триетапне підвищення ціни на газ (1 листопада 2018, 1 травня 2019, 1 січня 2019). За словами голови Кабінету міністрів Гройсмана це зроблено: «аби віддати кредити, які на нас поклали минулі уряди протягом 2005—2013 років. Зараз ми щороку платимо 5 млрд дол. в якості обслуговування (взятого тоді) боргу».

## Критика
Великий резонанс викликало викриття деталей про закупівлю вугілля за ціною «Роттердам+». У формулу «Роттердам+» закладена ціна палива в міжнародному порту в Нідерландах плюс вартість доставки до України. Проте, під час блокади торгівлі з окупованими територіями з'ясувалося, що Україна закуповувала вугілля у підприємств на Донбасі за ціною «Роттердам+». Гройсман заперечував той факт, що Україна взагалі купує паливо за тарифом «Ротердам+».
Восени 2018 року колишній міністр фінансів уряду Гройсмана Олександр Данилюк заявив, що прем'єр-міністр має «комерційний інтерес» у Державній фіскальній службі. На думку Данилюка, це стало каталізатором його звільнення з посади 7 червня 2018 року. Прем'єр постійно втручався в сферу відповідальності міністерства та зривав його ініціативи щодо майбутнього ДФС. Особливо після розчищення від корупції сфери відшкодування ПДВ. Про корупцію в структурах ДФС майже одночасно, 6 серпня 2018 року, заявило видання Süddeutsche Zeitung. Німецькі журналісти зосередилися на митниці та вирахували суму корупційних втрат до 4,8 млрд доларів щорічно (десята частка дохідної частини бюджету). За даними репортерів, в махінаціях окрім митниці залучені співробітники поліції, Держприкордонслужби (підпорядковані уряду), ГПУ та СБУ.